# Chris Therien
Christopher Bowie Therien, detto Chris (Ottawa, 14 dicembre 1971), è un ex hockeista su ghiaccio canadese.

## Carriera
Difensore di grande stazza, ha giocato per dodici stagioni in National Hockey League, sempre con la maglia dei Philadelphia Flyers, ad eccezione della seconda parte della stagione 2003-2004, disputata coi Dallas Stars.
Con la maglia del Canada ha disputato i giochi olimpici invernali di Lillehammer 1994, vincendo la medaglia d'argento. Era membro del Team Canada che ha vinto la Coppa Spengler 1992.
Dopo il ritiro, annunciato al termine della stagione 2005-2006 a causa di un infortunio alla testa, è divenuto commentatore tecnico degli incontri dei Flyers per la NBC e per alcune stazioni radiofoniche.

## Palmarès
- Giochi olimpici invernali:

 Lillehammer 1994
- Coppa Spengler: 1

Team Canada: 1992